# Fallen Angel
Fallen Angel je dvanácté album britské rockové skupiny Uriah Heep, vydané v roce 1978.

## Britský seznam skladeb
1. "Woman of The Night" (Box, Lawton, Kerslake) – 4:07
2. "Falling in Love" (Hensley) – 2:59
3. "One More Night (Last Farewell)" (Hensley) – 3:35
4. "Put Your Lovin' on Me" (Lawton) – 4:08
5. "Come Back to Me" (Kerslake, Hensley) – 4:22
6. "Whad'ya Say" (Hensley) – 3:41
7. "Save It" (Bolder, Pete McDonald) – 3:33
8. "Love or Nothing" (Hensley) – 3:02
9. "I'm Alive" (Lawton) – 4:18
10. "Fallen Angel" (Hensley) – 4:51

## Americký seznam skladeb
1. "One More Night"
2. "Falling in Love"
3. "Woman of the Night"
4. "I'm Alive"
5. "Come Back to Me"
6. "Whad'ya Say"
7. "Save It"
8. "Love or Nothing"
9. "Put Your Lovin' on Me"
10. "Fallen Angel"

## Sestava
- John Lawton – zpěv
- Mick Box – kytara
- Trevor Bolder – baskytara
- Lee Kerslake – bicí, doprovodný zpěv
- Ken Hensley – klávesy, syntezátor, kytara, doprovodný zpěv
- Chris Mercer – saxofon